# Би Сен Реми
Би Сен Реми (фр. Bus-Saint-Rémy) насеље је и општина у северној Француској у региону Горња Нормандија, у департману Ер која припада префектури Andelys.
По подацима из 2011. године у општини је живело 331 становника, а густина насељености је износила 42,6 становника/km². Општина се простире на површини од 7,77 km². Налази се на средњој надморској висини од 138 метара (максималној 149 m, а минималној 24 m).

## Демографија
| 1962. | 1968. | 1975. | 1982. | 1990. | 1999. | 2011. |
| ----- | ----- | ----- | ----- | ----- | ----- | ----- |
| 194   | 195   | 189   | 246   | 271   | 277   | 331   |

График промене броја становника у току последњих година